# María Rosa Vindel López
Maria Rosa Vindel López (Madrid, 28 maig de 1958) és una advocada i política espanyola, diputada de l'Assemblea de Madrid en la seua ii legislatura i senadora en les Corts Generals des de la seva  iv legislatura.

## Biografia
Llicenciada en Dret per la Universitat Complutense de Madrid, afiliada a 1982 a Aliança Popular, per continuar després en el Partit Popular. Senadora des del 21 de novembre de 1989, ha estat escollida vuit ocasions (des de la  IV fins a la  XI legislatura),  senadora per la circumscripció electoral de Madrid. De 1987 a 1991 va ser també diputada a l'Assemblea de Madrid. De la seva activitat al Senat destaca haver estat vicepresidenta de la Comissió d'Investigació del cas GAL (V legislatura), portaveu de la Comissió Constitucional (IX legislatura) i va presidir les Comissions de Justícia (VI legislatura), l'Especial de estudi sobre l'Eutanàsia (VI legislatura) i la també especial d'estudi sobre el Fenomen de la Immigració i Estrangeria (VII legislatura).
És filla del presentador de TVE Daniel Vindel.